# Terry Poole
Terry Poole (27 febbraio 1992) è un giocatore di football americano statunitense che milita nel ruolo di offensive tackle per i New Jersey Generals della USFL.

## Carriera universitaria
Dopo avere giocato in un community college, nel 2013 Poole passò all'Università statale di San Diego dove disputò due stagioni. Nella prima giocò come tackle destro titolare mentre nella seconda fu spostato sul lato sinistro, rimanendo stabilmente uno dei partenti.

## Carriera professionistica

### Seattle Seahawks
Poole fu scelto nel corso del quarto giro (130º assoluto) del Draft NFL 2015 dai Seattle Seahawks.